# Los amigos (film 1968)
Los amigos è un film del 1968, diretto da Icaro Cisneros.